# Патрик Стар
Па́трик Стар (англ. Patrick Star) — один из самых главных персонажей американского мультсериала «Губка Боб Квадратные Штаны», озвученный Биллом Фагербакки, а в русском варианте — актёром Юрием Маляровым. Патрик — глуповатая, но совестливая розовая морская звезда плотного телосложения. Герой обычно одет в зелёные (гавайские) шорты с фиолетовыми цветами.

## Общие сведения
Патрик Звезда — сосед и лучший друг Губки Боба. У них много общих интересов: выдувание пузырей, ловля медуз, телешоу «Приключения Морского Супермена и Очкарика».
Патрик не работает и тратит большую часть времени на сон или игры с Губкой Бобом.
Поведение Патрика детское. Он наслаждается «ребяческими» вещами, например леденцами на палочке и домашним печеньем.
Патрик живёт в норе под большим камнем неподалёку от дома Сквидварда, а мебель у него сделана из уплотнённого песка. Работал маркетологом у Планктона в Помойном Ведре (6 сезон, 22 серия), на разных должностях в Красти Краб, от промоутера до кассира, играет на барабанах, имеет незаконченное образование в школе вождения мисс Пафф.
Тело Патрика является причиной для многочисленных споров. Сам он много раз заявлял, что лишён пальцев, носа, волос и ушей. Также известно, что Патрик не умеет определять источник звука. В серии «Сражение в Бикини-Боттом» он выращивает нос, чтобы сделать Губку Боба грязнее, когда они умудрились поссориться из-за французской войны за грязь и чистоту. В серии «Нос не знает» у него появляется нос, и герой начинает чувствовать запахи. Однако неприятные запахи очень раздражают Патрика, вследствие чего он принимается устранять их. Таким образом, нос Патрика доставил городу много неудобств, и к концу серии герой возвращается к своему изначальному состоянию, вырастив себе уши. В той же серии у него на ноге было по одному ногтю, следовательно у Патрика нога — это палец, а в серии «Bummer Vacation» и «Sun Bleached», когда у него уже не было носа, в конце серии у него появились уши.
По словам создателя сериала Стивена Хилленберга, Патрик Стар (как и большинство других персонажей) создавался на основе нескольких его знакомых. Получившийся персонаж — это образ тех людей, которые умудряются втягивать своих друзей в разнообразные неприятности. Мозгов у Патрика мало, и всё это приводит к различным ситуациям от малых проблем до целой проблемы как показано в серии «Сквидивительный вояж».

## Умственные способности
Патрик представляет собой типичного «счастливого невежду».
В эпизоде «Коробка с секретом» Патрик, несмотря на свою наивность, демонстрирует приёмы майевтики.
Наиболее наглядно это показано в серии «Патрик — умные штаны», где после несчастного случая он временно превращается в «непризнанного гения». Таким образом, примером Патрика можно проиллюстрировать теорию Дж. С. Милля.

## Создание
Создатель мультсериала Стивен Хилленберг начал создавать мультфильмы и рисунки на тему жизни обитателей морского дна, в том числе морских звёзд, когда преподавал морскую биологию в Океанографическом институте округа Ориндж в Дана-Пойнт, штат Калифорния, с 1984 по 1987 год. В 1987 году Хилленберг оставил институт, чтобы реализовать свою мечту стать аниматором.

## Озвучивание
На русский язык озвучивали:
- Юрий Маляров (1—13 сезоны)
- Иван Породнов (с 5 серии 13 сезона; «Лагерь „Коралл“»; «Шоу Патрика Стара»)

## Дом Патрика
Дом Патрика — большая округлая скала, через дом Сквидварда от Губки Боба. На камне у Патрика стоит телевизионная антенна. Большинство эпизодов изображают кресло и телевизор. Имеется спальня.
Серия «Дом, милый ананас» показывает, что Патрик укрывается скалой как большим одеялом. В серии «Я дружу с дураком» была показана кухня, в которой есть только холодильник из песка.

## Популярность
В 2011 году Патрик занял третье место среди вымышленных персонажей по росту популярности в Facebook после Грегори Хауса и рыбки Дори («В поисках Немо»). Губка Боб занял лишь шестое место.

## Критика и споры
В 2005 году рекламный ролик, включающий Губку Боба, продвигающий идеи разнообразия и толерантности, был раскритикован христианской евангельской организацией в Соединённых Штатах, поскольку они посчитали, что персонаж в настоящее время используется в качестве защитника гомосексуализма, хотя видео не содержит «никаких ссылок на пол, сексуальный образ жизни, сексуальную принадлежность».
Этот инцидент привёл к вопросам по поводу того, являются ли или нет Губка Боб, его лучший друг Патрик и остальные герои сериала «гомосексуальными персонажами». В 2002 году Хилленберг отрицал, что его герои являются геями. Он прояснил вопрос и сказал: «Мы никогда не намеревались делать их геями. Я считаю их почти бесполыми. Мы просто пытаемся быть смешными, и это не имеет ничего общего с шоу».

## См. Также
- Гомер Симпсон
- Питер Гриффин